# Boo Seung-kwan
Boo Seung-kwan (tiếng tiếng Hàn: 부승관), thường được biết đến với nghệ danh Seungkwan, là một ca sĩ và nhạc sĩ người Hàn Quốc thuộc Pledis Entertainment. Anh là thành viên của nhóm nhạc Seventeen, và giữ vai trò là giọng ca chính của nhóm cùng với DK.

## Sự nghiệp

### Từ 2015 đến nay:
Ra mắt với Seventeen và các hoạt động solo
Vào ngày 26 tháng 5 năm 2015, Seungkwan cùng với các thành viên S.Coups, Jeonghan, Joshua, Jun, Hoshi, Wonwoo, Woozi, The8, DK, Mingyu, Vernon và Dino đã ra mắt với nhóm nhạc nam SEVENTEEN và thông qua một showcase trực tiếp kéo dài 1 tiếng của kênh truyền hình lớn MBC, do Lizzy và Raina của After School làm MC, trong tập thứ 7 của chương trình “SEVENTEEN Project": Debut Big Plan” trên kênh truyền hình MBC, đã ra mắt mini album đầu tiên"17 CARAT"
Ngày 14 tháng 3, một đại diện của tvN drama Mother tiết lộ rằng Seungkwan đã tham gia vào OST với tựa đề"Kind of Love"."Kind of Love"miêu tả một câu chuyện tình buồn với âm thanh acoustic.
Vào ngày 21 tháng 3 năm 2018, Seungkwan, cùng với các thành viên Hoshi và DK đã ra mắt dưới dạng một nhóm nhỏ có tên BSS hoặc BooSeokSoon, và được debut tại Carat Land. Nhóm đã phát hành đĩa đơn đầu tay"Just Do It".
Seungkwan đã tham gia chương trình Unexpected Q năm 2018. Anh đã được trao giải Tân binh tại Giải thưởng Giải trí MBC 2018.
Năm 2019, Seungkwan trở thành thành viên chính thức cho Prison Life of Fools, cùng với JB của Got7, Jang Do-yeon, Jeong Hyeong-don và nhiều người khác. Seungkwan cũng đã được chọn tham gia chương trình trò chuyện Five Cranky Brothers năm 2019.

## Sáng tácː
Bài chi tiết: Danh sách đĩa nhạc của Seventeen
Tên đăng ký theo Hiệp hội Bản quyền Âm nhạc Hàn Quốc là "BU SEUNGKWAN", số đăng ký là 10012321
In đậm ca khúc chủ đề của album
Bài hát của nhóm
| Năm  | Ngày Phát hành | Album                       | Bài hát                     | Mã bài hát trên Komca | Lời |
| 2016 | 25 tháng 4     | 《LOVE&LETTER》             | Pretty U（예쁘다）          | 100001340055          | ✓   |
| 2016 | 25 tháng 4     | 《LOVE&LETTER》             | Still Lonely（이놈의 인기） | 100001340080          | ✓   |
| 2016 | 25 tháng 4     | 《LOVE&LETTER》             | Say Yes                     | 100001340082          | ✓   |
| 2016 | 25 tháng 4     | 《LOVE&LETTER》             | Drift Away（떠내려가）      | 100001340083          | ✓   |
| 2016 | 25 tháng 4     | 《LOVE&LETTER》             | Adore U (Vocal Team Ver.)   | 100001340089          | ✓   |
| 2016 | 4 tháng 7      | 《Love & Letter（重裝版）》 | NO F.U.N                    | 100001362711          | ✓   |
| 2017 | 6 tháng 11     | 《TEEN, AGE》               | CLAP（박수）                | 100001731892          | ✓   |
| 2017 | 6 tháng 11     | 《TEEN, AGE》               | Flower                      | 100001731904          | ✓   |
| 2017 | 6 tháng 11     | 《TEEN, AGE》               | Campfire（캠프파이어）      | 100001731914          | ✓   |
| 2018 | 21 tháng 3     | 《JUST DO IT》              | Just Do It (거침없이)       | 100001934079          | ✓   |
| 2019 | 21 tháng 1     | 《You Made My Dawn》        | Home                        | 100002420893          | ✓   |
| 2019 | 16 tháng 9     | 《An Ode》                  | Lucky                       | 100002590486          | ✓   |

## Đóng phim

### Chương trình truyền hình
| Năm  | Tên                  | Đài  | Ghi chú        | Tham chiếu |
| 2018 | Unexpected Q         | MBC  | Nhân vật chính |            |
| 2019 | Prison Life of Fools | tvN  | Nhân vật chính | [ 6 ]      |
| 2019 | Five Cranky Brothers | JTBC | Nhân vật chính | [ 7 ]      |

## Danh sách đĩa hát

### Xuất hiện nhạc phim
| Tên                                                                                        | Năm  | Xếp hạng | Xếp hạng | Tên phim                 | Album |
| Tên                                                                                        | Năm  | KOR      | KOR Hot  | Tên phim                 | Album |
| "Kind Of Love"                                                                             | 2018 | -        | N/a      | Mother (마더) OST Phần 5 |       |
| "-"biểu thị các bản phát hành không có biểu đồ hoặc không được phát hành trong khu vực đó. |      |          |          |                          |       |

## Giải thưởng và đề cử
| Năm  | Giải thưởng                   | Thể loại             | Đề cử công việc                   | Kết quả | Tham chiếu |
| 2018 | Giải thưởng giải trí MBC 2018 | Giải thưởng tân binh | King of Mask Singer, Unexpected Q | [ 10 ]  |            |